# Nabu-shuma-ishkun
Nabû-šuma-iškun (mdNabû-šuma-iškunun) fue un rey de Babilonia, (ca. 761 a. C. – 748 a. C.), que gobernó durante un tiempo de gran agitación social. Pertenecía a la tribu the Bīt-Dakkūri tribe, un grupo caldeo, aparentemente sin relación con el de su inmediato predecesor, Eriba-Marduk.

## Biografía
Su lugar en la secuencia de gobernantes de Babilonia está confirmado en un fragmento de la asiria Lista sincrónica de reyes. Una fuente contemporánea de información relativa a su reinado se encuentra en una inscripción del gobernador de Borsippa, Nabû-šuma-imbi, que pone de relieve su debilidad, y la autonomía de los funcionarios regionales. Durante los años quinto y sexto de su reinado, la lucha fue tan grande, que al ídolo de culto de Nabu se le impidió participar en el Akitu, o festival de año nuevo de Babilonia.